# Chiesa dell'Immacolata Concezione (Cosseria)
La chiesa dell'Immacolata Concezione è un luogo di culto cattolico situato nella località di Chiesa, nel comune di Cosseria, in provincia di Savona. La chiesa è sede della parrocchia omonima dell'unità pastorale di Val Bormida della diocesi di Mondovì.
Edificata presso il palazzo comunale, il suo rosone presente in facciata è stato dichiarato, nel 1910, monumento nazionale. Nelle vicinanze l'oratorio dei Disciplinanti.

## Storia e descrizione

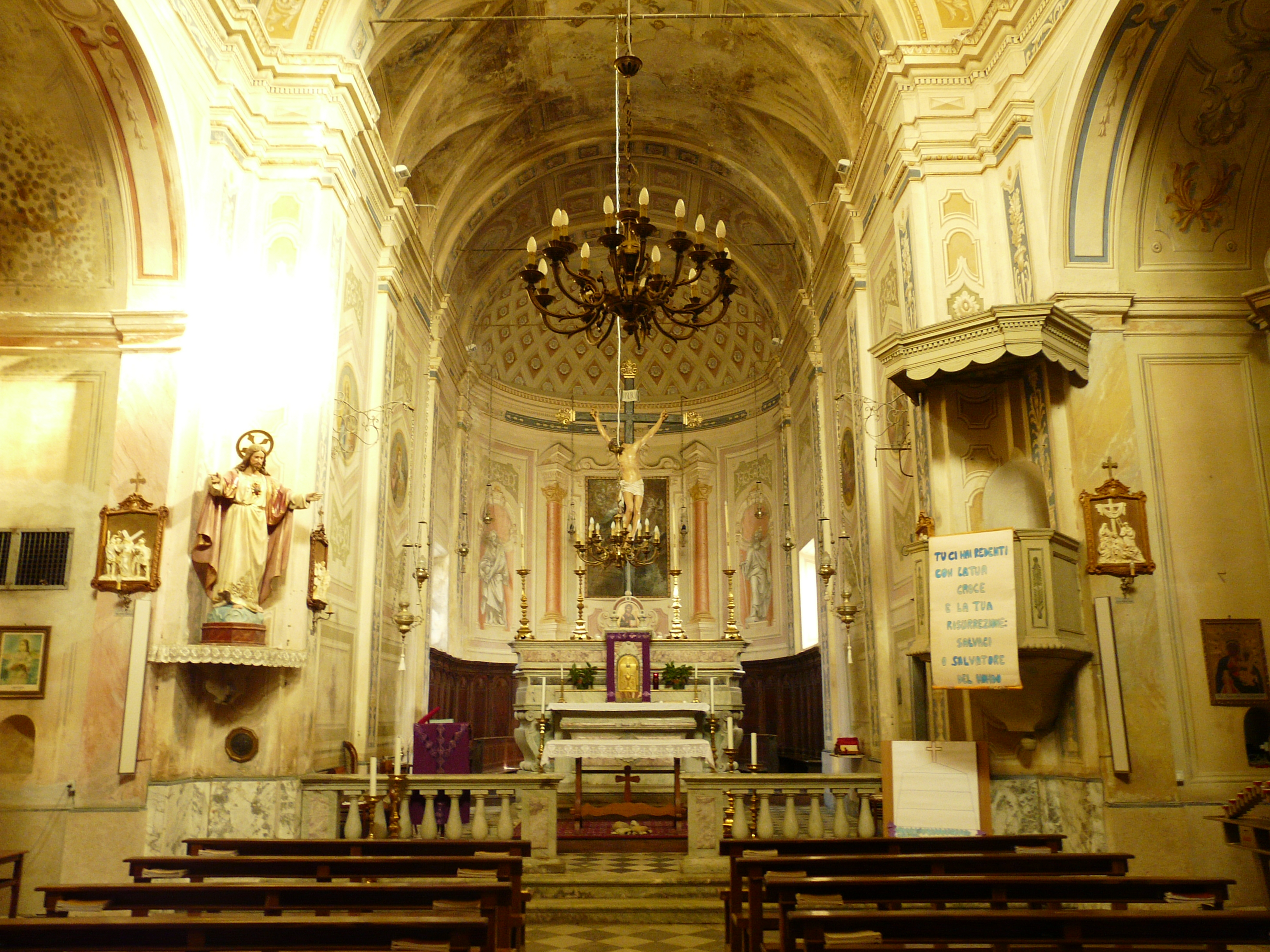
La zona del presbiterio

Secondo le fonti storiche il primo impianto dell'edificio risalirebbe al X secolo: la pieve di Cosseria (plebem Cruce Ferree) è infatti menzionata nel diploma imperiale di Ottone II di Sassonia, datato al 967. L'odierno impianto fu costruito a metà del XV secolo, molto probabilmente nel 1456 come attesta una lapide in caratteri gotici affissa nell'attiguo campanile.
Il primitivo stile gotico è ancora oggi visibile nel campanile, nella sacrestia e nel rosone di arenaria su fondo di laterizio presente nella facciata. Il restante corpo della struttura è il frutto dei rifacimenti effettuati nel 1660 (per motivi bellici che devastarono l'edificio) e ancora nel 1873.
Nella volta della sacrestia sono conservati cicli di affreschi, risalenti al 1515, commissionati da un certo Francesco Barlocco ad un ignoto pittore piemontese; le affrescature si sono interamente conservate dopo il ricoprimento di calce effettuato nel XVII secolo durante la pestilenza. Le pitture raffigurano una Madonna col Bambino con i santi Bartolomeo, Rocco e Sebastiano.
L'interno della chiesa sono stati decorati dai pittori piemontesi Deagostini e Rossi nel 1857 e 1876; nel 1939 saranno eseguiti degli interventi alle pitture dai maestri liguri Franceschetti e Dellepiane.

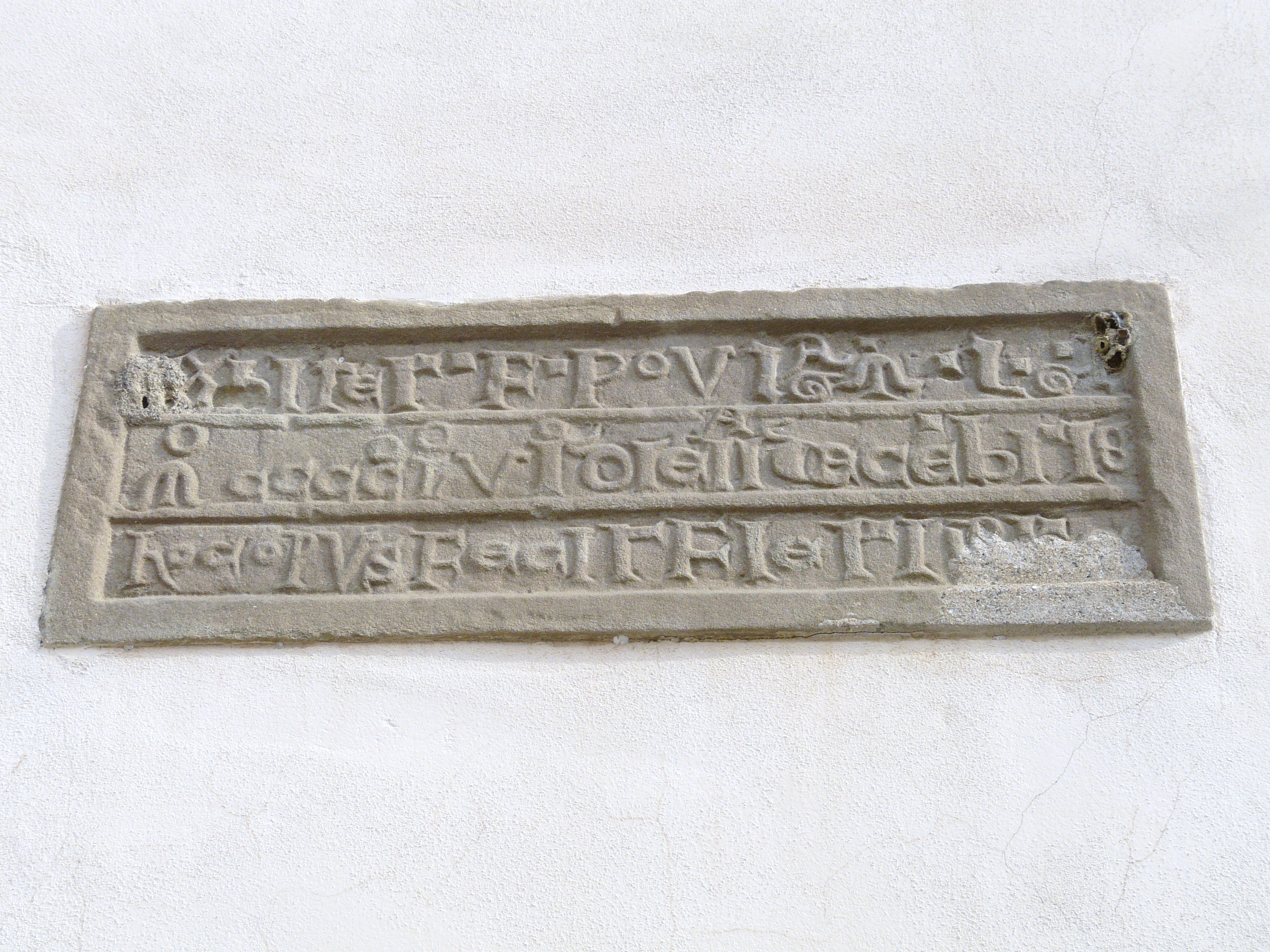
Iscrizione presso la facciata

Sull'altare maggiore (1875) è presente un crocifisso del XVIII secolo. La statua della Madonna col Bambino è opera seicentesca dello scultore Stefano Murialdo. Da notare l'organo a canne costruito dal bergamasco Pietro III Perolini (membro di una famiglia organara bergamasca) nel 1887-1888, riformato da Italo Romoli nel 1905, restaurato ad opera del maestro Graziano Interbartolo nel 2008.
Nel 1996 la chiesa è stata interessata da un intervento conservativo della facciata, su progetto dell'architetto monregalese Guido Palma, eseguendo inoltre nuove decorazioni pittoriche ad opera del pittore Gianni Pascoli di Cairo Montenotte.